# Gagrella amboinensis
Gagrella amboinensis is een hooiwagen uit de familie Sclerosomatidae.